# Île du Renard

L'île du Renard au sud-ouest de la rade de Brest

L'île du Renard est une presqu'île reliée à la terre par un tombolo double, située au fond de la Baie de Roscanvel, au sud-ouest de la rade de Brest, entre la presqu'île de Quélern et l'Île Longue, face au hameau de Persuel (commune de Crozon). 